# Liste der Naturschutzgebiete im Kreis Timiș
Die Liste der Naturschutzgebiete im Kreis Timiș umfasst die Naturschutzgebiete von nationaler Bedeutung im Kreis Timiș in Rumänien. Diese wurden durch das Gesetz Nummer 5 vom 6. März 2000 und den Gerichtsbeschluss Nummer 2.151 vom 30. November 2004 wie folgt festgelegt:
| Naturschutzgebiet            | Ortschaft, Kreis        | IUCN-Kategorie | Typ des Biotops, Artenschutzgebiets | Fläche (ha) | Bild       |
| ---------------------------- | ----------------------- | -------------- | ----------------------------------- | ----------- | ---------- |
| Dendrologischer Park Bazoș   | Bazoșu Nou              | IV             | Waldschutzgebiet                    | 60          |            |
| Inselgruppe Igriș            | Sânpetru Mare           | IV             | Natur- und Landschaftsschutz        | 3           |            |
| Große Insel von Cenad        | Cenad                   | IV             | Natur- und Landschaftsschutz        | 3           |            |
| Stausee Surduc               | Fârdea                  | IV             | Natur- und Landschaftsschutz        | 362         | Surduc-See |
| Pogăniș-Aue                  | Sacoșu Turcesc, Tormac  | IV             | Pflanzenschutzgebiet                | 75,50       |            |
| Fossillagerstätte Rădmănești | Bara                    | IV             | Paläontologisches Schutzgebiet      | 4           |            |
| Sisitak-Hügel                | Sânpetru Mare           | IV             | Pflanzenschutzgebiet                | 0,50        |            |
| Muraner Ried                 | Murani                  | IV             | Vogelschutzgebiet                   | 200         |            |
| Vogelreservat Satchinez      | Satchinez               | IV             | Vogelschutzgebiet                   | 236         |            |
| Narzissenwiese von Bătești   | Făget                   | IV             | Pflanzenschutzgebiet                | 20          |            |
| Naturpark Marosch-Auen       | Kreis Arad, Kreis Timiș | V              | Natur- und Landschaftsschutz        | 17.166      |            |
| Bistra-Wald                  | Ghiroda                 | IV             | Waldschutzgebiet                    | 19,90       |            |
| Wald von Cenad               | Cenad                   | IV             | Waldschutzgebiet                    | 279,20      |            |
| Vogelreservat Beba Veche     | Pordeanu                | IV             | Vogelschutzgebiet                   | 2.187       |            |
| Brackwasser Diniaș           | Peciu Nou               | IV             | Bodenschutzgebiet                   | 4           |            |